# 卡斯特劳恩
卡斯特劳恩（德語：Kastellaun，發音：[kastɛˈlaʊn] ⓘ）是德国莱茵兰-普法尔茨州莱茵-洪斯吕克县的城市，面积8.47平方千米，2023年12月31日人口为5,759人。

## 友好城市
- 法國 普雷姆里